# Hipogonadismo hipogonadotrófico isolado
O hipogonadismo hipogonadotrófico isolado (HIH), também chamado de hipogonadismo hipogonadotrófico idiopático ou congênito (CHH), bem como a deficiência isolada ou congênita do hormônio liberador de gonadotrofina (IGD), é uma condição que resulta em um pequeno subconjunto de casos de hipogonadismo hipogonadotrófico (HH) devido à deficiência ou insensibilidade ao hormônio liberador de gonadotrofina (GnRH), onde a função e a anatomia da hipófise anterior são normais e as causas secundárias de HH não estão presentes.

## Apresentação
O hipogonadismo hipogonadotrófico congênito se apresenta como hipogonadismo, por exemplo, puberdade reduzida ou ausente,  baixa libido, infertilidade, etc. devido a uma liberação prejudicada de gonadotrofinas, hormônio folículo-estimulante e hormônio luteinizante, e uma resultante falta de produção de esteróides sexuais e peptídeos pelas gônadas.  
Na síndrome de Kallmann, um fenótipo não reprodutivo variável ocorre com anosmia (perda do sentido do olfato ), incluindo surdez neurossensorial, coloboma, sincinesia bimanual, anomalias craniofaciais e/ou agenesia renal. 

## Causas
A HIH é dividida em duas síndromes: HIH com alterações olfativas ou anosmia, síndrome de Kallmann e HIH com olfato normal (HIH normósmica). 
A síndrome de Kallmann é responsável por aproximadamente 50% de todos os casos da doença. Está associada a mutações em KAL1, FGFR1/FGF8, FGF17, IL17RD, PROKR2, NELF, CHD7 (que regula positivamente a secreção de GnRH), HS6ST1, FLRT3, SPRY4, DUSP6, SEMA3A e WDR11 (gene), genes que estão relacionados a defeitos na migração neuronal. 
As causas de cerca de 25% de todos os casos de IHH ainda são desconhecidas. 